# Sante Arduini
Sante Arduini (Urbino, 1938) è un artista, pittore e incisore italiano.

## Biografia
Sante Arduini nasce ad Urbino nel 1938 dove, ancora giovanissimo, frequenta i corsi di incisione presso l'Istituto d'Arte per la Decorazione e l'Illustrazione del libro Scuola del Libro.
Nel 1965 partecipa alla IX Quadriennale nazionale d'arte di Roma. Nel 1968 si trasferisce a Bergamo dove ottiene una cattedra di insegnamento in Figura al locale liceo artistico ed una successiva cattedra in incisione all'Accademia Carrara. Risalgono a questo periodo le sue prime mostre personali di incisione presso gallerie italiane ed europee, fra le quali spiccano quelle organizzate presso la Galleria Lorenzelli di Bergamo e alla Gallerie Librairie Nicaise di Parigi.
Nel 1978 rientra nelle Marche dove prosegue l'attività di insegnamento di Discipline pittoriche presso l'Accademia di belle arti di Urbino. Qui intraprende un nuovo percorso artistico, incentrato maggiormente sulla calcografia e sulla Pittura.